# Громадянин Галактики (роман)
«Громадянин Галактики» (англ. Citizen of the Galaxy) — науково-фантастичний роман американського письменника Роберта Гайнлайна, спочатку виданий частинами у журналі Astounding Science Fiction (вересень — грудень 1957 р.) і опублікований у твердій палітурці в 1957 р. видавництвом Scribner's. Належить до серії романів Гайнлайна, написаних для юнацтва.. Вважається, що роман перебуває під сильним впливом роману Редьярда Кіплінга «Кім».

## Сюжет
До столиці планети Джуббул — Джуббулпор, із рабовласницького союзу «Дев'ять світів», прибуває космічний корабель з рабами. Прямо в космопорті починаються торги. Аукціоніст пробує продати хлопчика Торбі і його невдалий жарт зачіпає зіваку аристократа, той примушує продавця продати свій товар за безцінь. Скориставшись цим, одноногий старий жебрак Каліка Баслім купує хлопчика і приводить до свого на диво добре обладнаного підземного житла. 
Баслім володіє техніками гіпнозу і, скориставшись ними, з'ясовує історію хлопчика. Після цього Баслім ставиться до хлопчика як до сина, навчає його не лише жебрацтву, але і математиці, історії та кільком мовам. Він часто відправляє Торбі з дорученнями по всьому місту: ретельно передавати інформацію і відстежувати прильоти й відльоти зорельотів, так що Торбі зрозумів, що його названий батько збирає розвідувальні дані, особливо про работоргівлю. Крім того, Баслім змушує Торбі запам'ятати план дій та повідомлення одному з п'яти капітанів кораблів у разі арешту або смерті Басліма. Коли Баслім потрапляє в полон до місцевої влади та здійснює самогубство, Торбі та місцева шинкарка «матінка Шаум» передають повідомлення капітану Крауса зорельота «Сісу». Оскільки спільнота Вільних Торговців, до якої належить Крауса, в боргу перед Баслімом за порятунок одного зі своїх екіпажів від работорговця, капітан бере Торбі на борт «Сісу» з великим ризиком для себе і свого клану.
Торбі стає названим сином капітана (тим самим отримавши значний корабельний соціальний статус) і пристосовується до замкнутої, кланової, матріархальної культури космоторгівців. Додаткова освіта, отримана від Басліма, та  швидка реакція молодості роблять його ідеальним контролером системи керування вогнем, в статусі якого Торбі знищує піратський корабель. Його безпосередній начальник, молода жінка, на ім'я Мата, починає дивитися на нього як підходящого чоловіка — що заборонене звичаями Вільних Торговців, і вона переводиться на інше судно.
Торбі знову переміщується, коли капітан, всупереч бажанню дружини, виконавчого директора і голови клану (яка хоче використовувати зв'язок Торбі з Баслімом для підвищення престижу «Сусі»), виконує останнє бажання Басліма, довіривши хлопчика військовому крейсеру, і просить його капітана допомогти Торбі в пошуку свого власного народу. Для того, щоб реалізувати базовий пошук без того, щоб сплатити величезні кошти, Торбі зарахований на військову службу Земної Гегемонії, домінуючої військової сили в Галактиці.
Торбі зрештою ідентифікований як Тор Бредлі Рудбек, давно загублений спадкоємець дуже впливової родини й власник значної частки в «Rudbek and Associates», великого розлогого міжзоряного бізнесу, в тому числі однієї з найбільших компаній — виробників зорельотів і всього міста Рудбек (раніше Джексон Хоул, штат Вайомінг). За його відсутності бізнес знаходиться у віданні родича за шлюбом, «дяді» Джона Вімсбі, який заохочує свою падчерку Леду надавати Торбі допомогу в адаптації до його нового статусу, але таємно замишляє зупинити зростаючий інтерес Торбі і його втручання у справи компанії.
Торбі, розслідуючи зникнення своїх батьків і його захоплення і продажу работорговцям, починає підозрювати, що його батьки були усунені, щоб запобігти викриттю того, що деякі частини «Rudbek and Associates» отримували таємні прибутки від работоргівлі. Коли Вімсбі скасовує подальше розслідування, Торбі звертається за юридичною допомогою і починає боротьбу, яку він несподівано виграє, коли Леда голосує своїми акціями на його користь. Він звільнює Вімсбі та отримує повний контроль над фірмою. Коли Торбі розуміє, що йому потрібне все життя, щоб усунути «Rudbek and Associates» з работоргівлі, він неохоче полишає свою мрію наслідувати Басліма як член елітного Корпусу «Х» Гвардії Гегемонії, який бореться з работорговцями. Знаючи, що «людина не може втекти від відповідальності», він вирішує боротися з работоргівлею, як глава «Rudbek and Associates».

## Сприйняття
Рецензент журналу Galaxy  Флойд К. Гейл похвалив роман, кажучи «Гайнлайн завжди логічний. І завжди цікавий.» В Нью-Йорк Таймс, Вільє Герсон сприйняв роман прихильно, заявивши, що це «краще, ніж 99 відсотків з науково-фантастичних пригод, які друкуються кожен рік, попри структурні проблеми та слабку кінцівку.».

## Теми
Як і в багатьох книгах Гайнлайна, головний герой зростає в мудрості та знаннях, починаючи у відносному невігластві, навчаючись зі свого досвіду, отримуючи вигоди від освіти, і використовуючи освіту для розв'язання наступних проблем в його власному житті та житті оточуючих.